# I Remember When I Was Pretty
I Remember When I Was Pretty è l'album di debutto della band Alternative rock The Playing Favorites. Scritto e Registrato in 5 giorni, 3 canzoni al giorno, e 2 l'ultimo giorno. Rifinito successivamente in diversi studi personali dei 5 membri. La band ha inoltre realizzato il video del brano Waiting e ha successivamente registrato una versione non acustica del brano The Ramones Are Dead, annunciando che andrà a far parte di un EP futuro.

## Tracce
1. Leaving Town
2. Everyone Else In the World
3. Good Years
4. Waiting
5. This Is the Last Train
6. Spill My Guts
7. Futuring
8. Indigenous
9. Drug Hugger
10. Stay
11. Whole Lotta Nothing
12. The Problems Last
13. Wasteland
14. Citizen's Band
15. The Ramones Are Dead*
16. Same Old Me*
17. Whole Lotta Nothin (acoustic version)*
18. Drug Hugger (acoustic version)*
19. Citizen's Band (acoustic version)*
20. This Is the Last Train (acoustic version)*

- Tim Cullen canta le tracce 1, 4, 10, 14, (19)
- Joey Cape canta le tracce 2, 4, 6, 8, 13, (15, 16, 20)
- Marko Desalvo canta le tracce 3, 7, 11, (18)
- Luke Tierrney canta le tracce 5, 9, 12, (17)

Le tracce che presentano asterisco sono bunus tracks esclusive per il mercato giapponese.

## Formazione
- Joey Cape - voce, chitarra
- Luke Tierrney - chitarra
- Tim Cullen - chitarra
- Marko DeSantis - basso
- Mick Flowers - batteria